# Kompleks Sportowy „Michał”
Kompleks Sportowy Michał – kompleks sportowo-rekreacyjny, położony w Siemianowicach Śląskich przy ulicy Elizy Orzeszkowej 1, w dzielnicy Michałkowice. Jest on częścią bazy sportowej Miejskiego Ośrodka Sportu i Rekreacji Pszczelnik.
W skład kompleksu wchodzą:
- Hala Zborna[2] – hala widowiskowo-sportowa[1]; jest to największa hala w Siemianowicach Śląskich, posiadająca 550 miejsc siedzących; wyposażona jest w zaplecze sanitarne oraz szatnie; odbywają się tu zajęcia sportowe z różnych dyscyplin[3],
- pływalnia – basen sportowy, 86-metrowa zjeżdżalnia, brodzik dla dzieci[1]; basen sportowy z podświetlanym dnem jest sześciotorowy, o długości 25 m i szerokości 12,5 m[3],
- sauna, jacuzzi[1] – sauna fińska schładzana jest natryskami, natomiast ośmioosobowe jacuzzi posiada hydromasaż[3],
- Fitness Club Michał[1][3].